# 松田月嶺
松田 月嶺（まつだ げつれい、1880年12月10日 - 1919年1月22日）は、日本の俳人。

## 来歴
山形県谷地町生まれ。1907年曹洞宗大学（現 駒澤大学）、1911年京都帝大文学部卒業。別名・通称、湛堂。山形県谷地町の定林寺巨勢寂湛によって得度。1911年、母校曹洞宗大学講師となる。俳句は大須賀乙字に学び、作家として特異な地歩を占めていた。著書に名和三幹竹編「月嶺句集」がある。大正8年1月22日逝去、39歳。

## 句集・編著
- 『月嶺句集』名和三幹竹編

## 関連
- 『松田月嶺氏の肖像とその遺墨』口繪　「懸葵 16(3) 」懸葵発行所 1919.3[3]